# Hertog van Bolton
Hertog van Bolton (Engels: Duke of Bolton) was een Engelse adellijke titel. 
De titel hertog van Bolton werd gecreëerd in 1689 door Willem III voor Charles Paulet, 6e markies van Winchester. 
In 1794 verviel de titel door het overlijden van de 6e hertog.

## Hertog van Bolton (1689)
- Charles Paulet, 1e Hertog van Bolton (1689-1699)
- Charles Paulet, 2e Hertog van Bolton (1699–1722)
- Charles Powlett, 3e Hertog van Bolton (1722–1754)
- Harry Powlett, 4e Hertog van Bolton (1754–1759)
- Charles Powlett, 5e Hertog van Bolton (1759-1765)
- Harry Powlett, 6e Hertog van Bolton (1765–1794)